# Voluntaris de les Nacions Unides
El Programa de Voluntaris de les Nacions Unides (VNU) va ser creat per a desenvolupar tasques de cooperació per al desenvolupament, principalment tècniques, econòmiques o socials, a petició dels estats membres. Iniciat en 1970 a sol·licitud de l'Assemblea General de les Nacions Unides, té característiques úniques dins del sistema de Nacions Unides, sent un organisme internacional de voluntariat. Administrat pel Programa de les Nacions Unides per al Desenvolupament (PNUD) les seues tasques es realitzen a través de les oficines locals del PNUD, qui també és el principal contribuent al seu finançament. En l'actualitat compta com voluntaris de 160 països que treballen en països en desenvolupament com especialistes i promotors comunitaris.
El servei Voluntariat en Línia de VNU és una de les eines amb les que el programa de Voluntaris de les Nacions Unides (VNU) mobilitza els voluntaris per al desenvolupament. Posa als voluntaris en contacte amb organitzacions que treballen en favor del desenvolupament humà sostenible:
Els voluntaris contribueixen amb les seves habilitats a través d'Internet per ajudar a les organitzacions a abordar els reptes del desenvolupament.
Les organitzacions col·laboren amb els voluntaris en línia per enfortir l'impacte del seu treball per del desenvolupament.
Amb el servei Voluntariat en Línia el programa VNU ofereix:
- Una plataforma global perquè les organitzacions que treballen per al desenvolupament publicitin oportunitats de voluntariat en línia;
- Un motor de recerca d'oportunitats fàcil d'usar;
- Eines sòlides i senzilles per gestionar a les oportunitats i als voluntaris;
- Control de qualitat de la col·laboració en línia entre els voluntaris i les organitzacions;
- Accés a experiències, bones pràctiques i lliçons apreses d'organitzacions i voluntaris de tot el món;
- Experiència en mobilització i gestió de voluntaris i en col·laboració en línia;
- La possibilitat que els voluntaris i les organitzacions ampliïn les seves xarxes de contactes;
- L'avantatge de l'abast universal i la neutralitat de les Nacions Unides.

El 72 per cent de les organitzacions per al desenvolupament que utilitzen el servei són organitzacions de la societat civil, el 25 per cent són agències de les Nacions Unides i el 3 per cent institucions governamentals.
En 2013 les 17.370 tasques de voluntariat en línia proposades per les organitzacions per al desenvolupament mitjançant el servei Voluntariat en Línia atreure sol·licituds de nombrosos candidats qualificats.
Aproximadament un 58 per cent dels 11.328 voluntaris en línia eren dones i un 60 per cent procedien de països en desenvolupament. De mitjana tenien 30 anys .
En 2013 més del 94% de les organitzacions i dels voluntaris en línia van declarar que la col·laboració havia estat " bona" o " excellent".